# Llastres de la Morta
Les Llastres de la Morta és una zona rocosa que es troba dins el terme municipal de la Vall de Boí, a l'Alta Ribagorça, i dins Parc Nacional d'Aigüestortes i Estany de Sant Maurici.

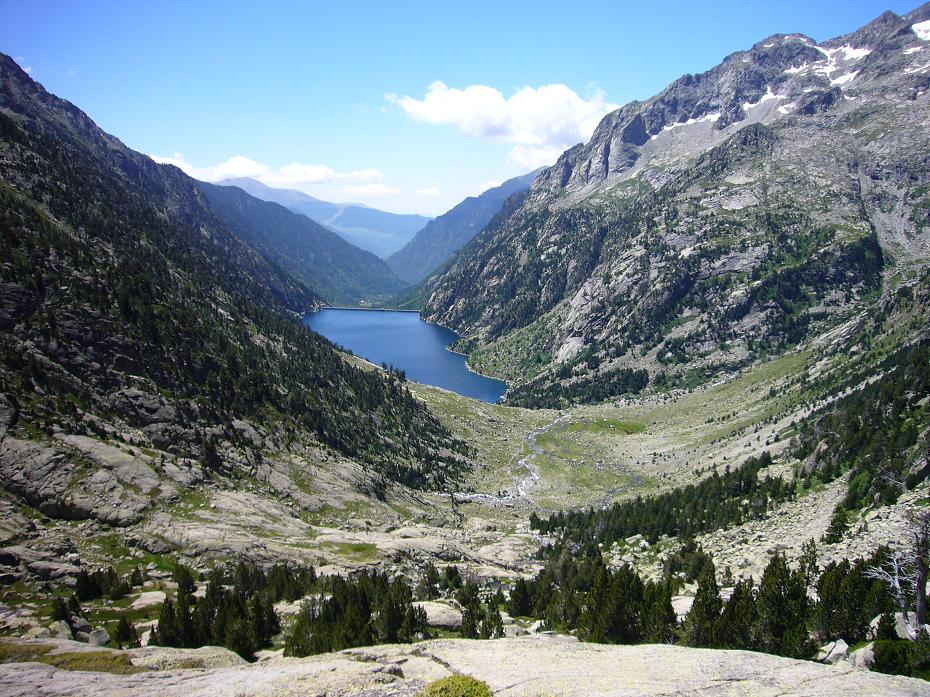
Vista des de l'extrem nord del Barranc de les Llastres (Imatge amb anotacions)

Les llastres son pedres, normalment grans, planes, llises i poc gruixudes. «El nom potser derivi d'una llegenda que parla d'una dona morta en aquesta zona a causa del fred».
Situada al nord-est del Pletiu de Riumalo, s'estén entre els 1.900 i 2.250 metres d'altitud. La zona està limitada al nord-oest pels Estanys de Tumeneia, al nord pel Pletiu de Travessani, i el Pletiu d'Estany Negre i l'Estany Negre ho fan per llevant. El Barranc de les Llastres les creua de nord-est a sud-oest.

## Rutes[2]
El camí que porta de la Presa de Cavallers al Refugi Joan Ventosa i Calvell creua aquest indret.
|}